# 黃金 (嘉靖進士)
黄金（1496年—？年），字廷聲，号莘溪，福建兴化府莆田縣人，明朝政治人物。

## 生平
治《詩經》，行七，嘉靖元年（1522年）福建鄉試第十八名舉人，年二十八歲中式嘉靖二年（1523年）癸未科會試第一百八十六名，第三甲第一百八十八名進士。初授山东新城县知县，官至刑部主事。

## 家族
曾祖黄孟遜。祖父黄德裕。父黄如陵。母林氏。永感下。兄良、源、鍾、弟玉、瑚。